# Tonasket (Washington)
Tonasket ist eine Stadt (City) im Okanogan County im US-Bundesstaat Washington. Das U.S. Census Bureau hat bei der Volkszählung 2020 eine Einwohnerzahl von 1103 ermittelt.

## Geschichte
Tonasket wurde am 16. Dezember 1927 offiziell als Gebietskörperschaft anerkannt. Die Stadt ist nach Chief Tonasket vom Volk der Okanogan benannt, einem örtlichen Führer aus dieser Region, der den Status eines Grand Chief der American Okanogan übernahm, nachdem die Grenze zwischen Kanada und den Vereinigten Staaten 1846 durch den Oregon Treaty festgelegt wurde und die früher von Chief Nicola, der nördlich dieser Grenze lebte, gehaltene Führerschaft auf US-amerikanischem Gebiet vakant war.
Tonasket ist eine Stadt am Ostufer des Okanogan River im nördlichen zentralen Okanogan County. Der U.S. Highway 97, die wichtigste Nord-Süd-Verbindung im zentralen Washington, teilt die Stadt auf seinem Weg zur kanadischen Grenze, die ca. 33 km (20 mi) nördlich verläuft. Die Washington State Route 20 wendet sich östlich der 97 in der 6th Street und verläuft weiter durch den Bundesstaat. Die Stadt wird im Norden vom Siwash Creek, im Süden vom Bonaparte Creek und im Westen vom Okanogan River begrenzt.
Tonasket, seit 1901 Standort eines Postamts, wurde 1910 parzelliert und 1927 in das County eingegliedert. Es fungiert als Anlaufpunkt für Agrar- und Forstindustrie im nördlichen zentralen Okanogan County. Es ist der Standort von drei wichtigen Obstlagern und -verarbeitungsbetrieben sowie für die Büros des Tonasket Ranger District des Okanogan National Forest.
Viele Nachfahren der Pionier-Familien wohnen immer noch in Tonasket und den umliegenden Gebieten und sind an der Bewahrung und Weitergabe ihres historischen Erbes interessiert. Ein Sohn dieser Familien, Walter H. Brattain, wuchs auf einer Rinder-Ranch nahe Tonasket auf, absolvierte seine Schulzeit in Tonasket und teilte den Physik-Nobelpreis 1956 mit William Shockley und John Bardeen für die Erfindung des Transistors.

## Geographie
Tonasket liegt auf 48°42'20" N/ 119°26'19" W auf einer Höhe von 400 Metern. Nach dem United States Census Bureau nimmt die Stadt eine Fläche von 2,07 km² ein; es handelt sich ausschließlich um Landfläche.
Der Tonasket Municipal Airport (W01) öffnete im Juli 1990 für die Öffentlichkeit. Er verfügt über eine befestigte Start- und Landebahn von 931 Metern Länge und liegt 3,3 km (2 mi) nordwestlich der Stadt auf einer 40 ha großen Fläche.

## Klima
In Tonasket herrscht sommertrockenes Kontinentalklima (nach Köppen & Geiger: Dsa).
|                        | Jan    | Feb    | Mär    | Apr   | Mai   | Jun   | Jul   | Aug   | Sep   | Okt    | Nov    | Dez    |   |        |
| Mittl. Temperatur (°C) | −3,06  | 0,83   | 5,83   | 10,56 | 14,72 | 18,06 | 21,11 | 20,83 | 15,83 | 8,89   | 2,50   | −1,94  | ⌀ | 9,6    |
| Mittl. Tagesmax. (°C)  | 17,78  | 16,67  | 25,00  | 30,56 | 35,56 | 40,00 | 40,00 | 40,00 | 36,11 | 28,33  | 20,56  | 12,22  | ⌀ | 28,6   |
| Mittl. Tagesmin. (°C)  | −23,89 | −22,22 | −14,44 | −4,44 | −2,22 | 0,56  | 5,56  | 3,89  | −2,78 | −11,67 | −21,67 | −26,67 | ⌀ | −9,9   |
|                        |        |        |        |       |       |       |       |       |       |        |        |        |   |        |
| Niederschlag (mm)      | 26,92  | 26,42  | 20,07  | 21,34 | 34,80 | 36,32 | 17,27 | 17,27 | 11,43 | 17,78  | 31,50  | 31,75  | Σ | 292,87 |

| −23,89 |

| −22,22 |

| −14,44 |

| −4,44 |

| −2,22 |

| 0,56 |

| 5,56 |

| 3,89 |

| −2,78 |

| −11,67 |

| −21,67 |

| −26,67 |

| −23,89 |

| −22,22 |

| −14,44 |

| −4,44 |

| −2,22 |

| 0,56 |

| 5,56 |

| 3,89 |

| −2,78 |

| −11,67 |

| −21,67 |

| −26,67 |

## Demographics
| Jahr | Einwohner¹ |
| ---- | ---------- |
| 1930 | 513        |
| 1940 | 643        |
| 1950 | 957        |
| 1960 | 958        |
| 1970 | 951        |
| 1980 | 985        |
| 1990 | 847        |
| 2000 | 994        |
| 2010 | 1.032      |
| 2020 | 1.103      |

¹ 1930–2010: Volkszählungsergebnisse

### Census 2000
Nach der Volkszählung von 2010 gab es in Tonasket 994 Einwohner, 420 Haushalte und 223 Familien. Die Bevölkerungsdichte betrug 599,7 pro km². Es gab 482 Wohneinheiten bei einer mittleren Dichte von 290,8 pro km². Die Bevölkerung bestand zu 88,03 % aus Weißen, zu 0,4 % aus Afroamerikanern, zu 1,41 % aus Indianern, zu 0,7 % aus Asiaten, zu 0,1 % aus Pazifik-Insulanern, zu 7,75 % aus anderen „Rassen“ und zu 1,61 % aus zwei oder mehr „Rassen“. Hispanics oder Latinos „jeglicher Rasse“ bildeten 10,16 % der Bevölkerung.
Von den 420 Haushalten beherbergten 26,9 % Kinder unter 18 Jahren, 37,6 % wurden von zusammen lebenden verheirateten Paaren, 11,4 % von alleinerziehenden Müttern geführt; 46,7 % waren Nicht-Familien. 40,2 % der Haushalte waren Singles und
21,9 % waren alleinstehende über 65-jährige Personen. Die durchschnittliche Haushaltsgröße betrug 2,14 und die durchschnittliche Familiengröße 2,89 Personen.
Der Median des Alters in der Stadt betrug 45 Jahre. 22,7 % der Einwohner waren unter 18, 6,4 % zwischen 18 und 24, 20,8 % zwischen 25 und 44, 23 % zwischen 45 und 64 und 27 65 Jahre oder älter. Auf 100 Frauen kamen 80,4 Männer, bei den über 18-Jährigen waren es 78,6 Männer auf 100 Frauen.
Alle Angaben zum mittleren Einkommen beziehen sich auf den Median. Das mittlere Haushaltseinkommen betrug 23.523 US$, in den Familien waren es 28.393 US$. Männer hatten ein mittleres Einkommen von 28.542 US$ gegenüber 22.250 US$ bei Frauen. Das Pro-Kopf-Einkommen betrug 13.293 US$. Etwa 22 % der Familien und 23,1 % der Gesamtbevölkerung lebte unterhalb der Armutsgrenze; das betraf 26,7 % der unter 18-Jährigen und 9,5 % der über 65-Jährigen.

### Census 2010
Nach der Volkszählung von 2010 gab es in Tonasket 1.032 Einwohner, 453 Haushalte und 234 Familien. Die Bevölkerungsdichte betrug 498,1 pro km². Es gab 511 Wohneinheiten bei einer mittleren Dichte von 246,6 pro km². Die Bevölkerung bestand zu 81,9 % aus Weißen, zu 0,6 % aus Afroamerikanern, zu 2 % aus Indianern, zu 1 % aus Asiaten, zu 11,2 % aus anderen „Rassen“ und zu 3,3 % aus zwei oder mehr „Rassen“. Hispanics oder Latinos „jeglicher Rasse“ bildeten 16,5 % der Bevölkerung.
Von den 453 Haushalten beherbergten 24,3 % Kinder unter 18 Jahren, 33,6 % wurden von zusammen lebenden verheirateten Paaren, 12,4 % von alleinerziehenden Müttern und 5,7 % von alleinstehenden Vätern geführt; 48,3 % waren Nicht-Familien. 42,6 % der Haushalte waren Singles und 25 % waren alleinstehende über 65-jährige Personen. Die durchschnittliche Haushaltsgröße betrug 2,13 und die durchschnittliche Familiengröße 2,9 Personen.
Der Median des Alters in der Stadt betrug 47,5 Jahre. 19,3 % der Einwohner waren unter 18, 9,8 % zwischen 18 und 24, 17,7 % zwischen 25 und 44, 27 % zwischen 45 und 64 und 26,3 65 Jahre oder älter. Von den Einwohnern waren 47,9 % Männer und 52,1 % Frauen.